# BG Karlsruhe
El BG Karlsruhe es un equipo de baloncesto alemán con sede en la ciudad de Karlsruhe, que compite en la ProB, la tercera división de su país. Disputa sus partidos en el Friedrich-List-Halle, con capacidad para 802 espectadores.
De 2003 a 2007 estuvieron jugando en la BBL.

## Nombres
- Post/Suedstern Karlsruhe (1993-2003)
- Iceline Karlsruhe (2003-2004)
- BG Karlsruhe (2004-actualidad)

## Posiciones en Liga
| - 1997: 1-(Regionalliga) - 1998: (2. Basketball Bundesliga) - 2001: 3-(2. Basketball Bundesliga) - 2002: 3-(2. Basketball Bundesliga) - 2003: 1-(2. Basketball Bundesliga) - 2004: 10-(BBL) - 2005: 10-(BBL) | - 2006: 13-(BBL) - 2007: 18-(BBL) - 2008: 6-(ProA) - 2009: 4-(ProA) - 2010: 5-(ProA) - 2011: 10-(ProA) - 2012: 9-(ProA) | - 2013: 4-(ProA) - 2014: 16-(ProA) - 2015: 5-(ProB) - 2016: 1-(ProB) - 2017: 6-(ProB) |

## Palmarés
- Campeón de la 2. Basketball Bundesliga

2003

## Jugadores destacados
| - Boris Jaman - Zlatko Milicević - Muamer Taletović - Arnold Tchiegne - Luka Popović - Pavel Frána - Fabrice M'Balla - Robert Gilchrist - Stefan Bäuerlein - Michael Baumer - Eric Curth - Kwame Duku - Sheldon Eberhardt - Marco Grimaldi - Michael Heck - Carsten Heinichen - Andreas Hornig - Matthias Hurst - Oliver Komarek - Dmitrj Kreis - Johannes Lange - Adrian Lind - David McCray - Deon McDuffie - Nils-Frederik Menck - Leo Niebuhr - Fabian Ristau - Alexander Roesch - Rouven Roessler - Max Roser | - Andrej Schmid - Peter Schmidt - Aaron Schmitz - Horst Schmitz - Tim Schwartz - Flavio Stueckemann - Georg Vengert - David Watson - Rolf Zajonc - Krists Pīternieks - Tauras Stumbrys - Laurent Hansen - Marko Jovanović - Štefan Svitek - Derrick Allen - Alvin Baker - T.J. Bannister - Jeremy Black - Mario Boggan - Ryan Bond - Scott Brakebill - Kenny Brunner - Andre Calvin - Ryan Collins - Travis Conlan - Jonathan Cox - Clifford Crawford - Jimmy Dorsey - Ricky Easterling II - Al-Ricardo Elliott | - Robert Ferguson - Brandon Gary - Tyshawn Good - George Goode - Jaivon Harris - Justin Howard - Brandon Johnson - Domonic Jones - Jacques Jones - Hayden Lescault - Alton Mason - LaMont McIntosh - Japhet McNeil - Nigel Moore - Brockeith Pane - Kendaris Pelton - DeWayne Richardson - Benni Roark - Lyryan Russell - Martin Samarco - Edward Seward - Marcus Smallwood - Michael Stockton - Theodis Tarver - Dwight Thorne - Jeff Westermann - Tarvis Williams - Morten Babakhani - Alexander Zyskunov - Tom McChesney | - Narcisse Ewodo - Noel Nganko - Cyrille Makanda - Mario Matić - Mario Tolo - Anton Gavel - Paul Brotherson - Nosa Obasuyi - David Uniacke - Marek Krajewski - Anton Kazarnovski - Igor Simin - Kresimir Miksa - Genc Sefaja - Pedro Cipriano - David Fergerson - Kenny Fluellen - Jens-Uwe Gordon - Shawn Gulley - Jonathan Moore - Eric Vierneisel - Sheiku Kabba - Ezenwa Ukeagu - Joel Jones |